# Сказання про вбивство в Орді князя Михайла Чернігівського і його боярина Феодора
Сказання про вбивство в Орді князя Михайла Чернігівського і його боярина Феодора — один з творів, присвячених боротьбі з монголо-татарами в XIII ст. Це розповідь про мученицьку смерть у ставці Батия на Волзі Чернігівського і колишнього Київського князя Михайла Всеволодовича і його боярина Феодора 20 жовтня 1246 року. Князь, який приїхав просити ярлик на чернігівське князювання, визнав сюзеренітет ординського хана, але відмовився виконати поганські релігійні обряди, за що і був убитий. Свідків його загибелі були багато: його онуки - ростовські князі Борис і Гліб, частина почту Володимиро-Суздальського князя Ярослава. Хоча багато руських князів були убиті в Орді, але лише деякі з них були зараховані до лику святих. Це було зумовлено, з одного боку, позицією Київської митрополії, що з 1260 року отримала великі пільги від ханів, з другого боку, - обставинами життя самих князів, що, як правило, інтриґували один проти одного перед ординськими ханами. Подвиг князя Михайла, що постраждав за християнську віру, стоїть окремо. Це, мабуть, і зумовило незмінну увагу древніх книжників до особи князя, а як наслідок, - широке поширення Сказання.
Відомо кілька типів Сказання: Коротке, Розширене тощо.
Коротке Сказання читалося в складі Прологу. Найдавніший список ростовського Прологу, що містить Сказання, датується кінцем XIII ст. Найдавніші списки Розширеного Сказання належать до кінця XIV ст. Одна з редакцій Розширеного Сказання надписана іменем батька Андрія, інша - іменем єпископа Іоанна. Обидва тексти дуже близькі. Можливо, у них було спільне джерело. Первісний текст цієї редакції з'явився, мабуть, у зв'язку з канонізацією Михайла, початою за ініціативою його дочки - ростовської княгині Марії (померла 1271). Його датування середина XIII ст. підтверджується тим, що в описі подробиць загибелі князя воно збігається з розповіддю папського посла ченця Плано Карпіні, який відвідав Батия узимку 1246/47 років.
У середині XV ст. Пахомій Логофет пише своє Житіє Михайла Чернігівського на основі Розширеного Сказання. Воно було включено у Великі Мінеї Четьї митрополита Макарія й, у свою чергу, слугувало джерелом для багатьох пізніших переробок.
Сказання широко включалося в літописні зведення XV ст.

## Видання
- Древнерусские княжеские жития (Обзор ред. и тексты) / Н. Серебрянский. — М.: О-во истории и древностей рос. при Моск. ун-те, 1915. — С. 108—141, Тексты. —С. 49—86, Сказание о убиении в Орде князя Михаила Черниговского и его боярина Феодора / Подг. текста, перевод и комм. Л. А. Дмитриева // ПЛДР XIII век. — М., 1981. — С. 228—235, 563—564 (рос.)